# بوفيتولول
بوفيتولول وهو أحد حاصرات المستقبل بيتا الودي.